# Lymphoproliferative Erkrankung nach Transplantation
Als Lymphoproliferative Erkrankung nach Transplantation oder als Posttransplantations-Lymphoproliferative Erkrankung, nach der englischsprachigen Bezeichnung Post-Transplant Lymphoproliferative Disorder abgekürzt als PTLD, werden verschiedene lymphom-artige Erkrankungen bezeichnet, die nach einer Organtransplantation oder einer Stammzelltransplantation auftreten können. Es handelt sich dabei um eine Gruppe von histologisch und molekularbiologisch heterogenen Krankheiten, deren Spektrum von gutartigen Vermehrungen der T- und B-Lymphozyten bis zu malignen Lymphomen reicht. Die PTLD ist nach dem Kaposi-Sarkom und anderen Hautkrebserkrankungen die zweithäufigste tumorartige Erkrankung nach einer Organtransplantation.

## Verbreitung
Aus epidemiologischer Sicht erkranken bis zu zehn Prozent aller Patienten mit Organtransplantation an einer PTLD. Das individuelle Risiko hängt dabei vom transplantierten Organ, der immunsuppressiven Therapie, dem Vorliegen einer Infektion mit dem Epstein-Barr-Virus (EBV) zum Zeitpunkt der Transplantation sowie dem Alter des betroffenen Patienten ab. Hinsichtlich der Immunsuppression ist deren Gesamtlast aus Dosis der Medikamente und Dauer der Behandlung entscheidend, Unterschiede zwischen verschiedenen Medikamenten oder Behandlungsschemata sind bisher nicht gezeigt worden. Kinder sowie Patienten, die vor der Transplantation EBV-negativ waren, haben dabei ein deutlich höheres Risiko, nach der Transplantation eine PTLD zu entwickeln.

## Ursache und Krankheitsentstehung
Als Ursache einer PTLD gilt in den meisten Fällen die Kombination aus einer EBV-Infektion und der immunsuppressiven Behandlung, die nach einer Organtransplantation zur Unterdrückung der Abstoßung des Fremdorgans notwendig ist. Bei einer PTLD innerhalb des ersten Jahres nach der Transplantation ist in rund 90 Prozent der Fälle eine Assoziation mit dem Epstein-Barr-Virus nachweisbar, während bei einem späteren Auftreten in bis zu 45 Prozent kein Nachweis einer EBV-Infektion der betroffenen Zellen möglich ist. In Europa und den USA sind rund 85 Prozent aller PTLD-Fälle auf B-Lymphozyten und rund 15 Prozent auf T-Lymphozyten zurückzuführen, in einigen anderen Regionen ist der Anteil der T-Zell-assoziierten Erkrankungen höher.

## Klinische Erscheinungen
Das klinische Bild einer PTLD ist abhängig von der Lokalisation. Die Symptome sind je nach Ausprägung der Erkrankung vergleichbar mit denen eines Pfeiffer-Drüsenfiebers, mit einem Morbus Hodgkin oder mit den verschiedenen Formen eines Non-Hodgkin-Lymphoms. Eine Manifestation ähnlich einer infektiösen Mononukleose tritt dabei vor allem im Kindesalter auf. Die Symptomatik ist meist unspezifisch und kann einhergehen mit Fieber, Müdigkeit, Nachtschweiß und Gewichtsverlust sowie Anzeichen einer Tonsillitis, einer Sinusitis oder einer Mittelohrentzündung. Bei den meisten Patienten findet sich mindestens ein manifester Tumor, der wiederum in den meisten Fällen außerhalb der Lymphknoten liegt und zu Symptomen wie Schmerzen, Blutungen oder bei Lokalisation im Zentralnervensystem zu neurologischen Ausfällen führen kann. Je nach transplantiertem Organ kann dieses selbst betroffen sein.

## Untersuchungsmethoden
Die Diagnose einer PTLD erfolgt mittels einer Biopsie durch histologische Methoden sowie den Nachweis von EBV-spezifischer DNA mittels Polymerasekettenreaktion (PCR). Die pathologische Untersuchung ist dabei vor allem wichtig für die Bestimmung der Klonalität und des Malignitätsgrades, die PCR-basierte Bestimmung der Viruslast ist darüber hinaus auch zur Verlaufskontrolle geeignet.

## Behandlung und Heilungsaussicht
Nach einer Abschwächung oder dem Absetzen der immunsuppressiven Therapie tritt in vielen Fällen eine Rückbildung einer PTLD ein. Die Behandlung erfolgt deshalb zum einen durch eine Anpassung der Dosierung der Immunsuppressiva und zum anderen, wie bei anderen Lymphomerkrankungen, je nach Ausprägung der PTLD durch eine chirurgische Entfernung solider Tumoren, durch Chemo- und Strahlentherapie sowie verschiedene Verfahren der Immunstimulation. Eine wichtige Rolle in der medikamentösen Behandlung spielt der therapeutische Antikörper Rituximab. Sowohl zur Therapie als auch zur Prophylaxe werden darüber hinaus Virostatika eingesetzt.
Der Krankheitsverlauf ist abhängig von der individuellen Ausprägung der PTLD, insbesondere vom Grad der Malignität und der Lokalisation im Körper, sowie vom Ansprechen auf die Behandlung. Beim Auftreten einer PTLD mehr als zwei Jahre nach der Organtransplantation ist eine Reduktion der immunsuppressiven Behandlung in der Regel weniger effektiv als bei einer PTLD, die innerhalb der ersten zwei Jahre auftritt. Die veröffentlichten Angaben zur Letalität liegen zum Teil bei über 50 Prozent.